# Kaňovice (Frýdek-místeki járás)
Kaňovice település Csehországban, a Frýdek-místeki járásban. Kaňovice Havířov, Sedliště, Václavovice, Bruzovice és Horní Bludovice településekkel határos. Lakosainak száma 363 fő (2024. január 1.).

## Népesség
A település lakosságának változását az alábbi diagram mutatja:
| Lakosok száma | 247  | 216  | 235  | 215  | 199  | 192  | 299  | 329  | 342  | 363  |
|               | 1869 | 1890 | 1921 | 1950 | 1980 | 2001 | 2017 | 2019 | 2022 | 2024 |